# 怒江关木通
怒江关木通（学名：Isotrema salweenense）是马兜铃科关木通属的一种植物，是中国的特有植物。分布于中国云南。
叶片线状披针形。